# Tisovec (Chrudimi járás)
Tisovec település Csehországban, a Chrudimi járásban. Tisovec Mrákotín, Prosetín, Holetín, Miřetice, Včelákov és Vrbatův Kostelec településekkel határos. Lakosainak száma 347 fő (2024. január 1.).

## Népesség
A település lakosságának változását az alábbi diagram mutatja:
| Lakosok száma | 548  | 558  | 626  | 506  | 387  | 328  | 328  | 324  | 342  | 347  |
|               | 1869 | 1890 | 1921 | 1950 | 1980 | 2001 | 2017 | 2019 | 2022 | 2024 |